# WildStorm
WildStorm Productions або WildStorm — американське видавництво коміксів. Спочатку незалежна компанія, заснована Джимом Лі та декількома іншими авторами в 1992 році. У 1999 році WildStorm став підрозділом DC Comics. WildStorm залишається незалежним відділом в редакційній структурі DC, а його студія розташовується на західному узбережжі США.

## Огляд
WildStorm публікувало традиційні американські комікси в абсолютно різних жанрах. В основному всесвіті видавництва Wildstorm існують традиційні костюмовані супергерої, однак, тут використовується більш похмурий варіант супергероїчних жанру. Видавнича діяльність WildStorm змінювалася з плином змін власників компанії, що зачіпало і основні серії видавництва. Пік діяльності WildStorm припав на 1990-ті, коли з'явилися основоположні серії (такі, як Wild C.A.T.S. і Stormwatch), а також безліч інших, події яких відбувалися в цьому ж всесвіті. Основними серіями WildStorm є Wild C.A.T.S, Stormwatch, Gen13, Wetworks і The Authority, також були видані і деякі персонаж-орієнтовані серії: Deathblow і The Midnighter, або історії другого плану як Tranquillity. WildStorm опублікував велику кількість авторських творів та ліцензійної продукції, наприклад, Червона загроза, Ex Machina, Понеділок, Кошмар на вулиці В'язів, Техаська різанина бензопилою, World of Warcraft, StarCraft, Dante's Inferno і The X-Files. Видавництво було закрите 2010 року.